# Lepomis gulosus
A Lepomis gulosus a sugarasúszójú halak (Actinopterygii) osztályának sügéralakúak (Perciformes) rendjébe, ezen belül a díszsügérfélék (Centrarchidae) családjába tartozó faj.

## Előfordulása
A Lepomis gulosus előfordulási területe Észak-Amerika keleti felén van. Az elterjedése a kanadai Nagy-tavaktól kezdve, délre a a Mississippi folyórendszeren keresztül egészen a Mexikói-öbölig tart. A legnyugatibb állományai az Új-Mexikó-i és a texasi Rio Grande folyórendszerben találhatók.

## Megjelenése
Az eddig kifogott legnagyobb példány 31 centiméteres és 1,1 kilogrammos volt.

## Életmódja
Édesvízi halfaj, amely a mederfenék közelében él; a lassan folyó vizeket részesíti előnyben. A vízinövények között rejtőzik. A 10-20 Celsius-fok közötti vízhőmérsékletet és a 7-7,5 pH értékű vizet kedveli.

## Szaporodása
Az ikrát egy mélyedésbe rakja le a Lepomis gulosus nőstény, aztán ezek fölött vagy 5-6 napon keresztül a hím őrködik.

## Felhasználása
Ezt a halat ipari mértékben halásszák és tenyésztik. A sporthorgászok is kedvelik.

## Képek

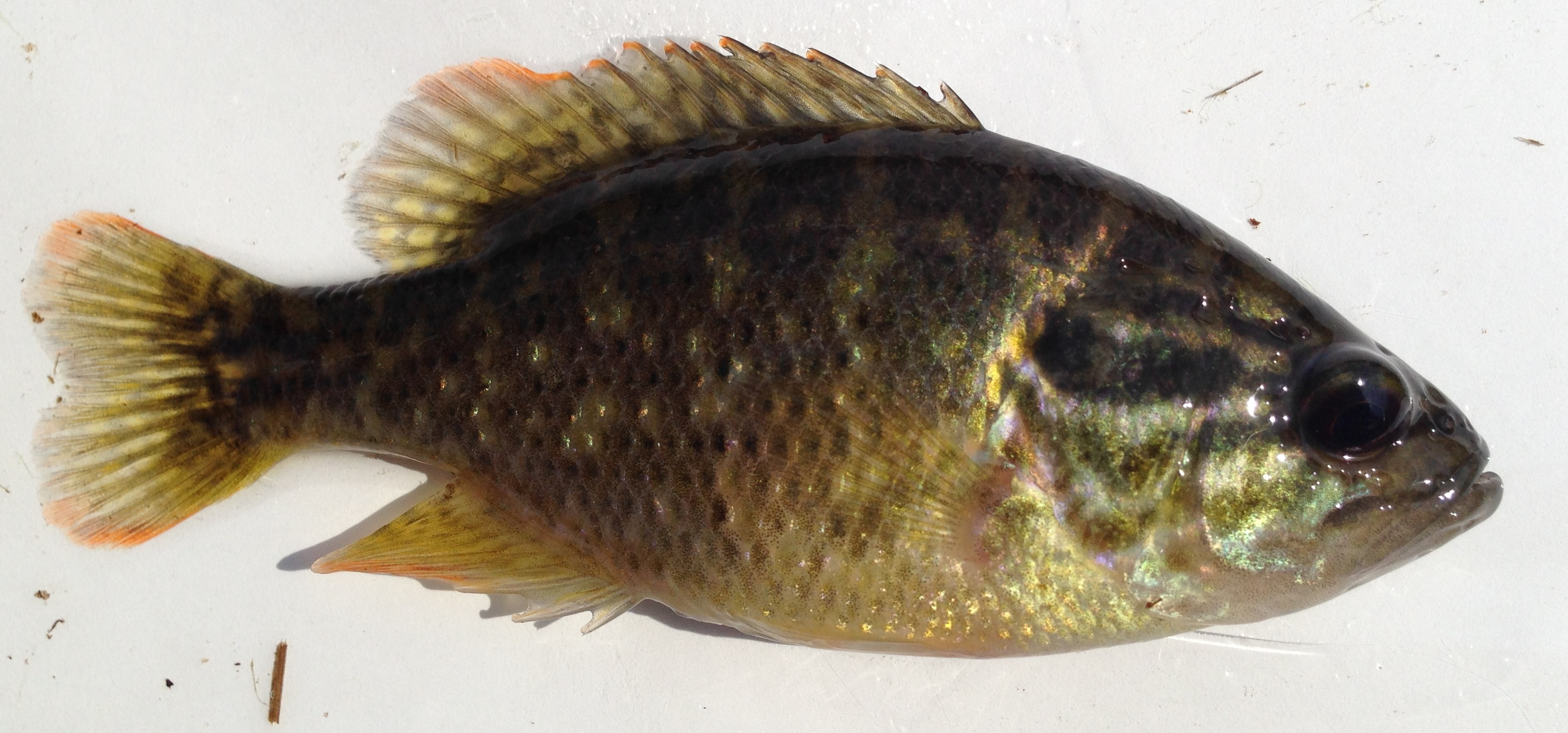
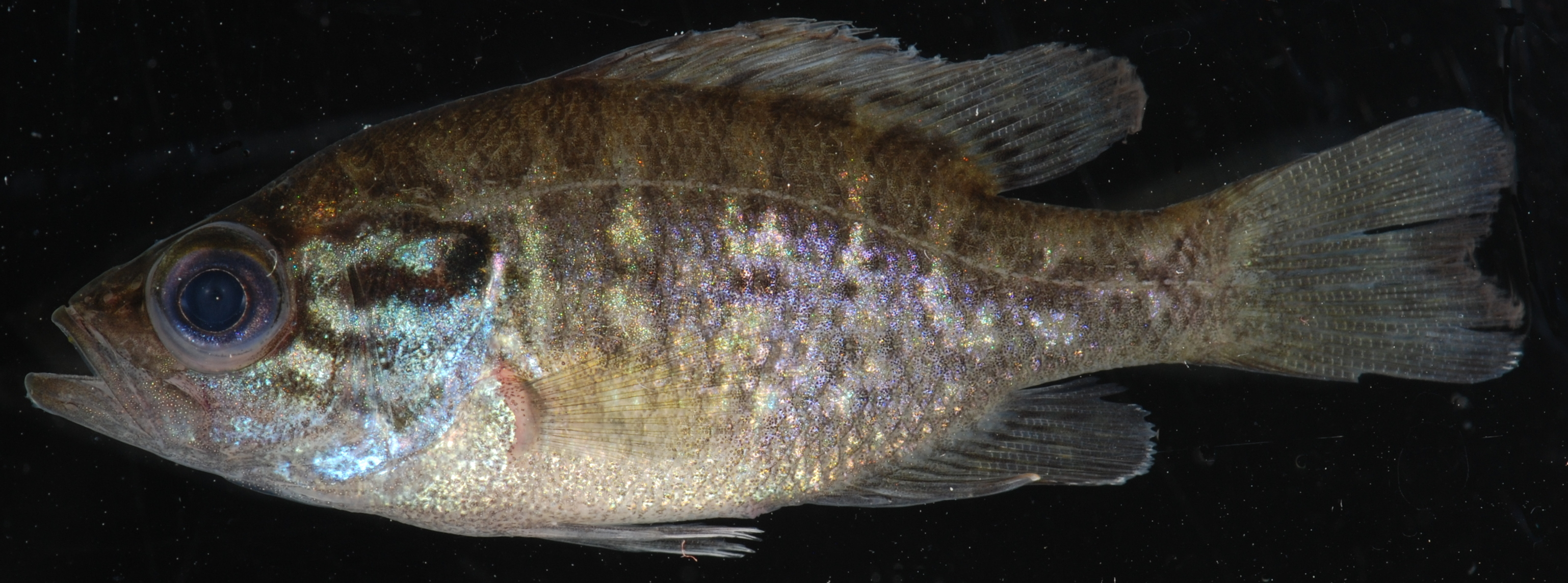
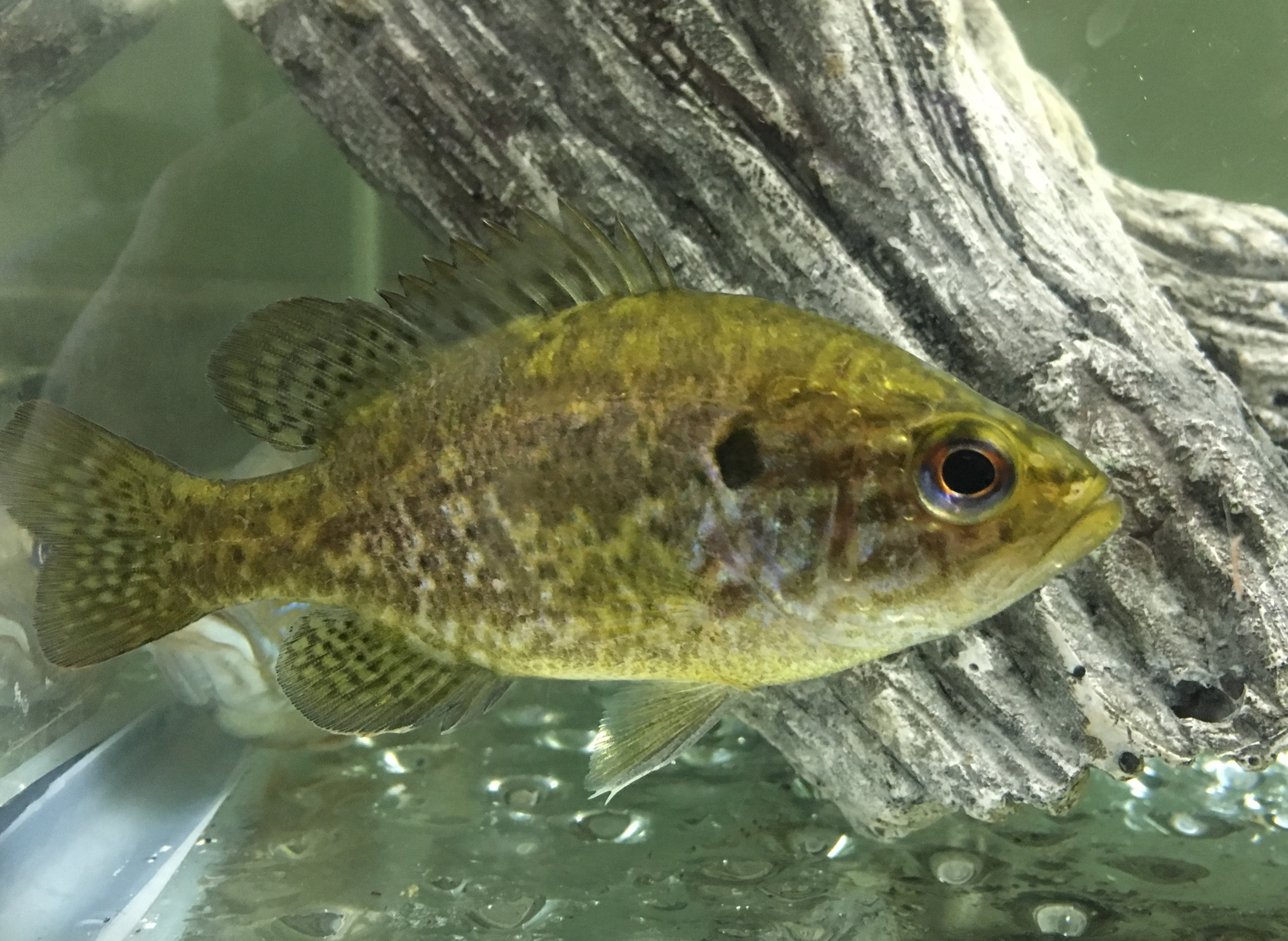
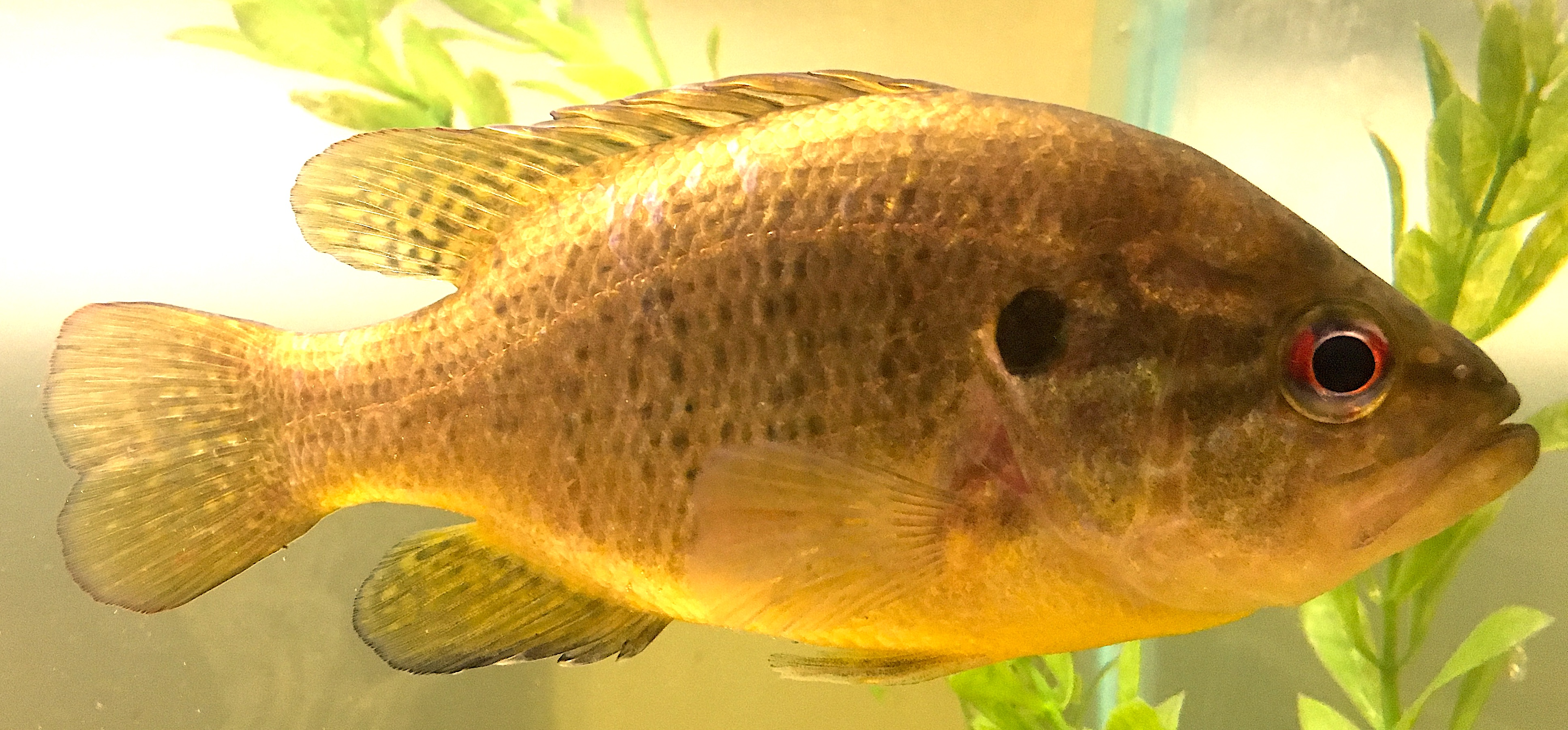
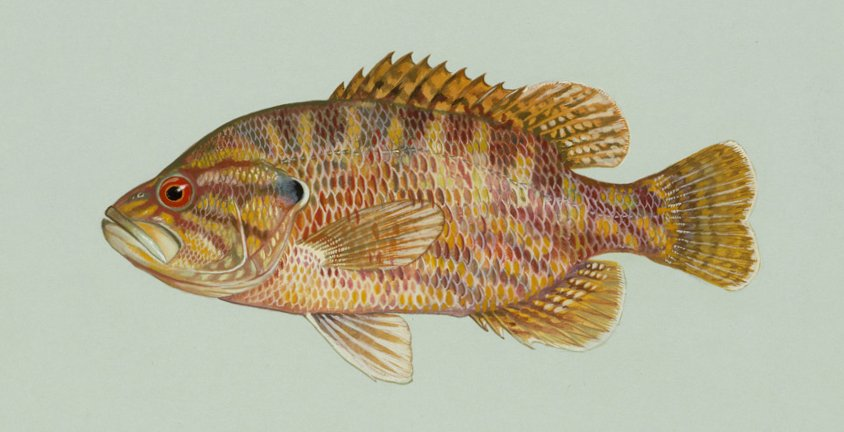